# Avalonia
Avalonia er et paleokontinent, der udgør nutidens Sydengland, Sydwales, det sydlige Irland og Nordamerikas østkyst. Avalonia er opkaldt efter Avalonhalvøen i Newfoundland, Canada.